# Ampedus pallipes
Ampedus pallipes is een keversoort uit de familie kniptorren (Elateridae). De wetenschappelijke naam van de soort is voor het eerst geldig gepubliceerd in 1879 door Kraatz.